# Mästerkatten 2
Mästerkatten 2 (engelska: Puss in Boots: The Last Wish) är en amerikansk datoranimerad film från 2022, producerad av Dreamworks Animation. Filmen är en spin-off på Shrek-franchisen och uppföljare till Mästerkatten från 2011. Den är regisserad av Joel Crawford, med manus skrivet av Paul Fisher. Filmen blev nominerad för bästa animerade film på 95:e Oscarsgalan.
Filmen hade biopremiär i Sverige den 21 december 2022, utgiven av Universal Pictures.

## Rollista (i urval)
| Roll           | Engelsk röst         | Svensk röst     |
| -------------- | -------------------- | --------------- |
| Mästerkatten   | Antonio Banderas     | Rafael Edholm   |
| Kitty Mjuktass | Salma Hayek          | Lina Hedlund    |
| mamma Björn    | Olivia Colman        | Annica Smedius  |
| Perrito        | Harvey Guillén       | Nassim Al Fakir |
| lilla Björn    | Samson Kayo          | Emil Smedius    |
| Döden          | Wagner Moura         | Björn Bengtsson |
| Jack Horner    | John Mulaney         | Anders Öjebo    |
| Guldlock       | Florence Pugh        | Matilda Smedius |
| Mama Luna      | Da'Vine Joy Randolph | Astrid Assefa   |
| pappa Björn    | Ray Winstone         | Adam Fietz      |
| guvernör       | Bernardo De Paula    | Ole Ornered     |
| doktor         | Anthony Mendez       | Kardo Razzazi   |
| etisk insekt   | Kevin McCann         | Bengt Järnblad  |